# Нун с малой та сверху
ݨ (нун с малой та сверху) — дополнительная буква арабского алфавита, образованная от буквы нун (‏ﻥ‏‎) путём добавления уменьшенной буквы та (‏ﻁ‏‎) сверху. Используется в языках сирайки, шина, панджаби (шахмукхи), марвари и гавар-бати.

## Соединение
Стоящая отдельно или в начале слова — ݨـ; в конце — ـݨ; в середине — ـݨـ.

## Использование
В алфавите сирайки является 38-й буквой.
В алфавите гавар-бати является 41-й буквой алфавита.
Во всех языках обозначает звук [ɳ].